# Pseudonotictis
Pseudonotictis pusillus is een uitgestorven buideldierachtige uit de familie Hathliacynidae van de Sparassodonta. Het was een carnivoor die tijdens het Mioceen in Zuid-Amerika leefde. 

## Fossiele vondsten
Fossielen van Pseudonotictis zijn gevonden in de Santa Cruz-formatie in Argentinië. De afzettingen van deze formatie zijn 18 tot 16 miljoen jaar oud.

## Kenmerken
Pseudonotictis is de kleinst bekende sparassodont met een geschat gewicht van ongeveer één kilogram en een lichaamslengte van circa veertig centimeter, min of meer het formaat van een hedendaagse buidelmarter. Het dier had aanpassingen om te klimmen en kleine buideldieren waren vermoedelijk de voornaamste prooidieren van Pseudonotictis.